# Pădurea Breana - Roșcani
Pădurea Breana - Roșcani este o arie protejată de interes național ce corespunde categoriei a IV-a IUCN (rezervație naturală, tip forestier), situată în partea nord-estică a județului Galați, pe teritoriul administrativ al  comunei Băneasa, în satul Roșcani.
Rezervația naturală cu o suprafață de 78,30 ha, reprezintă habitate de pădure xerofilă (adaptate la zonă aridă), arbuști și  plante ierboase, precum și specii de animale: căprioara (Capreolus capreolus), mistrețul (Sus scrofa) și păsări: uliul (Accipiter nisus), fazanul (Phasianus colchicus), pițigoiul (Parus major). 